# Firmino Bernardino
Firmino Bernardino (Venda do Pinheiro, Mafra, 19 de març de 1950) va ser un ciclista portuguès, que fou professional des del 1968 fins al 1975. Del seu palmarès destaquen una Volta a Portugal i dos cops la Volta a l'Algarve.

## Palmarès en ruta
- 1969
  -  Campió de Portugal en contrarellotge per equips amateur
- 1970
  - 1r Gran Premi Robbialac i vencedor d'una etapa
- 1971
  -  Campió de Portugal en muntanya
- 1972
  - Vencedor de 2 etapes de la Volta a Portugal
- 1974
  - Vencedor d'una etapa de la Volta a Portugal
- 1976
  - 1r de la Volta a Portugal i vencedor d'una etapa
- 1977
  - Vencedor d'una etapa de la Volta a Portugal
- 1977
  - Vencedor d'una etapa de la Volta a l'Algarve
- 1979
  - 1r de la Volta a l'Algarve
  - 1r del Trofeu Joaquim Agostinho
  - 1r del Gran Premi Abimota
- 1980
  - 1r de la Volta a l'Algarve

### Resultats al Tour de França
- 1975. Abandona (12a etapa)